# Karel Loprais
Karel Loprais (Ostrava, 1949. március 4. – 2021. december 30.) cseh raliversenyző. Hat alkalommal nyerte meg a Dakar-ralin a kamionok versenyét.

## Pályafutása
1967-ben került a Tatra gyárához mint gyári munkás. Idővel tesztvezető lett, majd 1986-ban a gyár egy kamionjával elindult a Dakar-ralin. Később összesen hat alkalommal (1988, 1994, 1995, 1998, 1999, 2001) tudott nyerni ezen a versenyen, és további ötször második, valamint egyszer harmadikként végzett.
Az 1994-es győzelme óta a médiában gyakran Monsieur Dakar néven illetik.
Unokaöccse, Aleš Loprais szintén raliversenyző.

## Fordítás
- Ez a szócikk részben vagy egészben  a   Karel Loprais című angol Wikipédia-szócikk fordításán alapul.  Az eredeti cikk szerkesztőit annak laptörténete sorolja fel. Ez a jelzés csupán a megfogalmazás eredetét és a szerzői jogokat jelzi, nem szolgál a cikkben szereplő információk forrásmegjelöléseként.